# ファミペイ
ファミペイは、スマートフォンで利用できる、ファミリーマートの会員証とFamiPayを利用できるアプリケーションの名称。アプリで表示できるバーコードをストアスタッフに提示、またはセルフレジでスキャンすることで、自分が所持しているクーポン・回数券の提示、Vポイント・dポイントまたは楽天ポイントの提示、FamiPayによる決済の3つを同時に行うことができる。
本項では、ファミペイに内包されているバーコード決済サービス・FamiPayについても記述する。

## 主なサービス

### クーポン・回数券
クーポンには、登録した情報・店舗での購入実績をもとにして不定期に付与されるもの、アプリ内ミニゲームにより手に入れるもの、対象商品を複数個購入することで手に入れるものがある。対象商品と引き換えられるもの、対象商品が割引されるものの2種類がある。
回数券は、FamiPay残高を利用し、アプリ内で購入する。
クーポン・回数券はアプリ内でセットし、バーコードをレジで提示することで、自動的に割引が適用される。

### スタンプ・ゲーム
スタンプは、バーコードを提示して対象商品を購入することで貯めることができる。規定された数のスタンプを集めると、クーポンが付与される。
ゲームであたりが出ると、商品の無料クーポンが付与される。利用者の特別な操作はなく、アニメーションによるガラポンやくじ引きの演出がされる。

### 電子レシート
バーコードを提示した取引は、アプリ内で購入履歴を確認できる。レシートと同じレイアウトで表示されるが、店舗情報・紙レシート下に付く広告やクーポンは表示されない。

### ポイントカード
Vポイント（2024年4月21日まではTポイント）・dポイント・楽天ポイントとアプリを連携することで、バーコード提示でポイントの付与・利用ができる。VポイントはYahoo!JAPANのID、dポイントはdアカウント、楽天ポイントは楽天IDで連携できる。なお、Vポイントカードに付帯して利用出来るVマネー（Tマネー）を利用する際はVポイントカードを連携したファミペイのバーコードでは利用できず、ポイントカードを連携していないファミペイのバーコードとVポイントカードを別々に提示する必要があるが、ファミリーマートにおけるVマネーは2024年6月30日をもって取り扱いが終了する。
また、”ファミリーマート以外で使う”を押すと、Vポイント・楽天ポイントの場合はバーコードが表示され、dポイントの場合はdポイントのアプリが起動され、各ポイントの加盟店でポイントカードが利用できる。

## FamiPay
FamiPayは、ファミマデジタルワンが運営するバーコード決済サービス。主にファミリーマートでの決済に利用する。
チャージについては以下の形式がある。
- 現金によるレジチャージ
- クレジットカードからのチャージ
  - サービス開始当初はクレジット機能付きのファミマTカードのみだったが、2021年9月28日より、一部を除くJCBブランドのクレジットカード・デビットカード・ブランドプリペイドカードからのチャージに対応した[1]。
- 銀行口座からのチャージ
  - 2022年5月現在の対応金融機関はauじぶん銀行、みずほ銀行、三井住友銀行、三菱UFJ銀行、ゆうちょ銀行、りそな銀行、埼玉りそな銀行、関西みらい銀行、西日本シティ銀行。また今後千葉銀行も対応が予定されている[2]。
- FamiPayギフト
  - ポイント交換サイトで各社ポイントを交換し、発行されたギフトコードを入力することでチャージが可能となる[3]。
- ファミペイ翌月払い
  - 2021年9月7日より開始。ファミマデジタルワンが事業者となって、審査条件を満たしたユーザーに向けて提供し、チャージ残高が不足している場合、利用枠内で支払いを翌月以降に繰り越すことが可能となる[4]。

1回の会計が200円以上の場合、200円ごとにFamiPayボーナス1円相当が還元され、FamiPayボーナスを使う設定にしておけば優先的に使用される。ファミリーマートで利用可能な他の電子決済と違い、すべてのPOSAカード・一部のFamiポートサービス・一部の払込票による公共料金や各種料金支払に利用ができる。
FamiPayのチャージ残高が会計金額に不足する場合、現金またはポイントから不足分を支払える。ポイントと併用するときは、ファミペイにポイントを連携するか、FamiPayを引き去る前にポイントカードを提示する必要がある。
2020年10月よりSmart Codeに対応し、Smart Code加盟店でも利用可能になった。これにより、FamiPayがローソンなどファミリーマート以外の店舗で利用可能になった。なお、セブンイレブンはSmart Code加盟店であるが、利用できない。
2023年2月2日からはJCBとの共同でバーチャルカードを発行できるサービス「ファミペイ バーチャルカード」を開始した。これによりFamiPayのチャージ残高をプリペイドカードとしてECサイトで使用できるほか、AndroidスマートフォンのGoogle Payに登録することでQUICPay+による店頭決済も可能となっている。同年5月11日はApple Payにも対応し、iPhoneやApple Watchに登録することでQUICPay+及びJCBのタッチ決済が利用可能となっている。